# Hamradun
Hamradun är en färöisk folkrockgrupp bildad 2015. Gruppen kom till genom ett möte mellan Pól Arni Holm, tidigare sångare i metalgruppen Týr och All That Rain, och gitarristen Uni Debess. Hamraduns uttryck är resultatet av Pól Arnis intresse för äldre folkkultur och traditionella ballader och Unis bakgrund inom bluesmusik. Utöver Pól Arni på sång och Uni på gitarr består gruppen av John Egholm på gitarr, Finnur Hansen på keyboard, Heri Reynheim på bas och Rani H. Christiansen på trummor.
Det självbetitlade debutalbumet gavs ut 23 oktober 2015 genom skivbolaget Tutl. Det innehåller bland annat en psalm, irländsk folkmusik, färöisk kvad och egenskrivet material.
Gruppen nominerades till årets nykomling och årets artist/grupp inom pop/rock vid Faroese Music Awards 2016.

## Medlemmar
| Pól Arni Holm och Uni Debess |  | Pól Arni Holm och Uni Debess |
| Pól Arni Holm och Uni Debess |  |                              |

- Pól Arni Holm: sång
- Uni Debess: gitarr
- John Áki Egholm: kompgitarr/sång
- Finnur Hansen: keyboard
- Heri Reynheim: bas
- Rani Hammershaimb Christiansen: trummor

## Diskografi
- Hamradun (Tutl, 2015)
- Hetjuslóð (2019)
- Nætur níggju (2024)